# Baronnie de Caravètes
Les Barons de Caravètes (en occitan: Barons de Caravetas) sont une confrérie montpelliéraine qui poursuit la tradition d'introniser « Baron de Caravètes » les habitants de Montpellier ayant un passé familial dans la ville. Trois cérémonies d'intronisation ont lieu chaque année dont une en octobre à Murles, commune située à 16 km au nord-ouest de Montpellier.

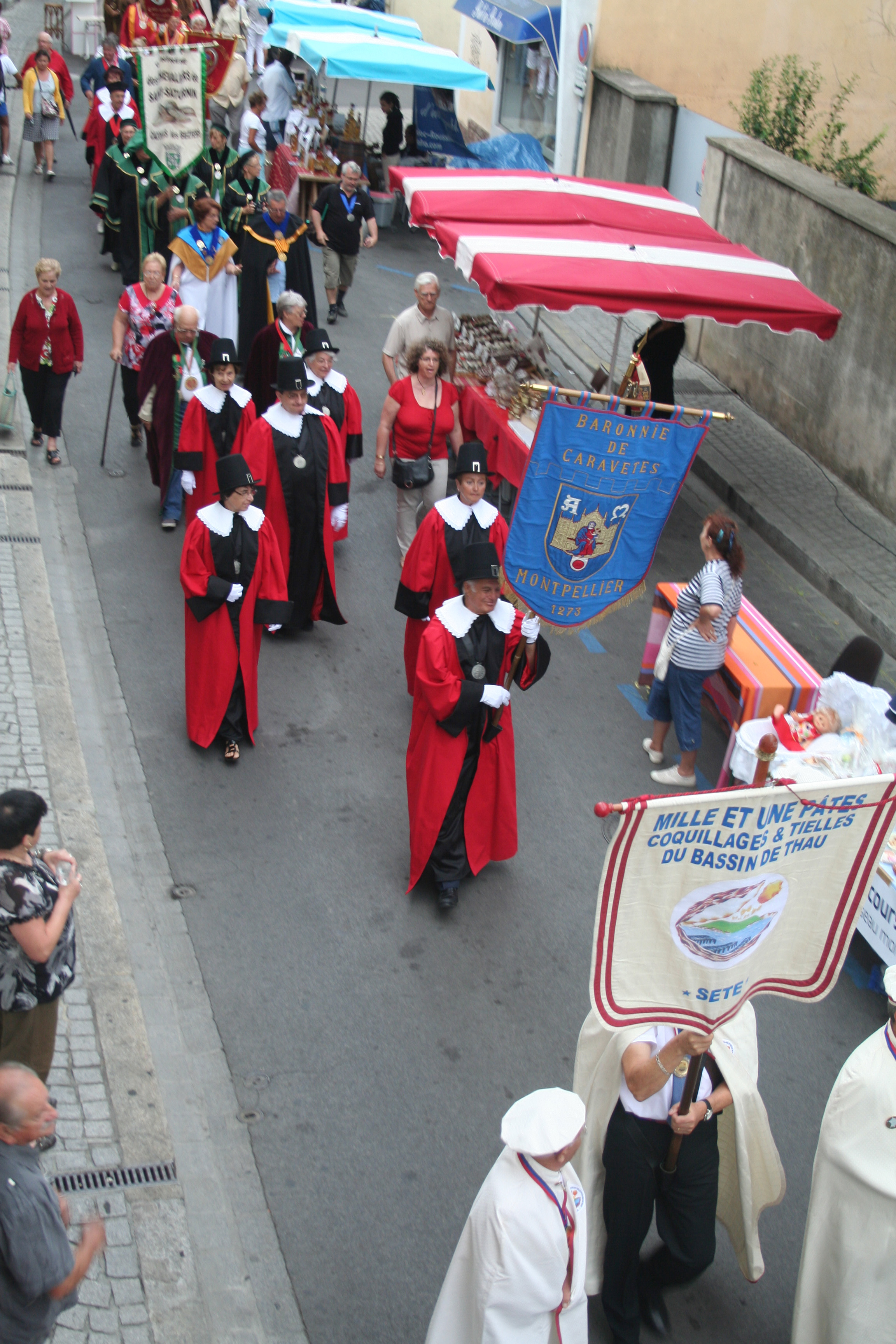
Barons de Caravètes défilant à Frontignan.

## Origine
La baronnie de Caravètes est cédée à la ville de Montpellier en 1273 par le dernier baron, Bernard de Caravètes. Les consuls de Montpellier se font reconnaître le droit de porter les armes de baron de Caravètes par le roi Philippe VI quand ils se rendent en inspection dans le domaine à Murles. Les consuls changeant chaque année et le titre étant possession de la ville, une coutume locale prétend que le titre de baron est porté par l'aîné d'une famille et est transmis à son fils aîné. Tout baron doit être né à Montpellier d'un parent également né à Montpellier.
Avec la Révolution française, le domaine de Caravètes à Murles est vendu.

## La tradition auXXesiècle
Plusieurs associations locales ont essayé et essayent encore de faire vivre le titre de Baron de Caravètes.
L'histoire de la baronnie de Caravètes sommeillait dans les archives, quand l'esprit curieux du professeur Louis-Jacques Thomas la réveilla. Il remit à l'honneur le titre de baron de Caravètes, appliqué aux Montpelliérains d'origine, et en définit le blason.
En 1930, la première donne ce titre à ses adhérents nés à Montpellier ou y vivant depuis plus de vingt ans.
En 1985, année du millénaire de Montpellier, l'association d'arts et de traditions populaires « La garriga Lengadociana - Barons de Caravètes » (en occitan, la garrigue languedocienne) est plus restrictive dans l'accès à la baronnie. Il faut que la famille de l'individu soit née à Montpellier ou dans une des communes dont une partie a fait partie de la baronnie (Argelliers, Combaillaux, Grabels, Murles, Saint-Gély-du-Fesc, Vailhauquès et Viols-le-Fort) deux générations de suite. Les femmes sont admises et une hiérarchie est mise en place : « le baron de Caravètes, comte des Aiguerelles, seigneur du Verdanson » est fils aîné né à Montpellier d'un père né à Montpellier.
En 1994, la section « Barons de Caravètes » de l'association « La Garriga Lengadociana » devient autonome et ne garde que l'idée d'être né à Montpellier depuis deux générations, sans plus de différence entre homme et femme.
Actuellement, les 250 barons ont redoré leur blason et perpétuent le maintien des us et coutumes de Montpellier avec, en point d'orgue, les cérémonies d'intronisation des nouveaux Barons de Caravètes, Seigneurs du Verdanson et Comtes des Aiguerelles.

## Blasons
1er blason
Louis Thomas (1870-1945), professeur à la Faculté et remarquable historien de Montpellier, créa le premier blason de l'association des barons de Caravètes qui se lit d'argent à deux chèvres affrontées sur pont d'arches, un raisin entre, au chef de deux mails croisés le tout surmonté d'un tortil de baron. Les deux mails et les deux boules, accessoires indispensables à l'exercice du jeu de mail, sont fabriqués par des artisans appelés palemardiers. L'arrière-grand-père et le grand-père de Louis-Jacques Thomas étaient des palemardiers réputés. Leurs mails faisaient l'objet d'admiration. On retrouve des chèvres dont la présence fut longtemps interdite à Caravètes et dans tout le Languedoc à cause des dégâts qu'elles causaient aux arbres et aux cultures. La grappe de raisin rappelle la tradition viticole dans l'Hérault. Quant au pont, il évoque l'aqueduc des Arceaux.
2e blason
François Dezeuze, dit l'Escoutaïre, a contribué à la popularité des barons de Caravètes en imaginant un blason fantaisiste où l'on retrouve les mails et les chèvres, ainsi que la Vierge Marie en bergère. Le tout surmonté du tortil de baron. La devise occitane inventée, « aici biscan pas » (ici on ne râle pas) avertit les « roumégaïres » qu'ils n'ont pas leur place au sein de l'association des Barons de Caravètes.
3e blason
L'actuel blason crénelé de la baronnie reprend les armes de la ville de Montpellier surmontées de créneaux rappelant le château de Caravètes à Murles.

## Personnalités liées
- Philippe Saurel, maire de Montpellier de 2014 à 2020 est président de la confrérie pendant de nombreuses années.
- Alexandra Rosenfeld, Miss France et Miss Europe 2006 est membre d'honneur de la confrérie montpelliéraine.